# Engkarse
Engkarse (Cardamine pratensis), ofte skrevet eng-karse, er en 20-40 cm høj urt, der vokser på enge, plæner og i grøfter. Planten er en vigtig foderplante for larverne af flere forskellige sommerfugle af hvidvingefamilien, fx aurora og grønåret kålsommerfugl.

## Beskrivelse
Engkarse er en spinkel, opretvoksende flerårig urt. Den har en grundstillet roset af langstilkede, uligefinnede blade. Randen er groft tandet, og oversiden er glat og mærkegrøn. Undersiden er lidt lysere.
I april-maj skyder der en opret, hul stængel frem. Den har kortstilkede og spredte, uligefinnede blade og bærer en endestillet stand af hvide eller lyslilla blomster. De enkelte blomster er 4-tallige og regelmæssige. Frugterne er ganske smalle skulper med masser af spiredygtige frø.
Planten overvintrer ved hjælp af en kort, ganske lidt fortykket rodstok. Derfra skyder nye rødder og blade frem i foråret. Hvis bladene berører fugtig jord i længere tid, dannes der ofte små yngleknopper fra vinklen mellem småbladene og midterribben.
Højde x bredde og årlig tilvækst: 0,45 x 0,10 m (45 x 2 cm/år). Målene kan bruges til beregning af planteafstande i f.eks. haver.

## Voksested
Planten er udbredt på Azorerne, i Centralasien, Sibirien, Østasien, og Nordamerika samt i det meste af Europa. I Danmark er den almindelig i alle landsdele, hvor den optræder på fugtig bund i enge og moser.
I engene langs Holsted Å findes arten i græssede partier sammen med bl.a. bukkeblad, engkabbeleje, engnellikerod, krybende læbeløs, kærstar, majgøgeurt, nikkende star, smalbladet kæruld, topstar, trævlekrone og tykskulpet brøndkarse
| Portal | Portal:Botanik |

## Note
1. ↑  Inge Nagstrup: Naturen i Holsted Kommune (Webside ikke længere tilgængelig)